# 阿尔乔姆·米高扬

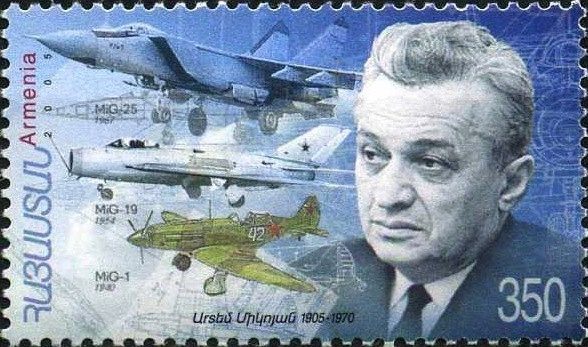
亞美尼亞發行的紀念郵票

阿尔乔姆·伊万诺维奇·米高扬（羅馬化：Artyom (Anushavan) Hovhannesi Mikoyan，羅馬化：Artyom Ivanovich Mikoyan；1905年8月5日—1970年12月9日），苏联亚美尼亚裔飞行器设计师。他和米哈伊尔·古列维奇一同创建了米高扬-古列维奇设计局，并设计出了米格战机。他的哥哥是苏联知名政治家阿纳斯塔斯·米高扬。
他生于薩納欣（今属亚美尼亚）。1925年加入聯共（布）。1923年起在罗斯托夫的几家工厂和莫斯科“狄纳莫”工厂当车工，后在红军中服役。1931年入茹可夫斯基空军工程学院学习，1936年毕业后任莫斯科飞机制造厂的军代表，后任该厂试验设计局的总设计师。1940年同米·伊·左列维奇一道设计“米格—1”型歼击机，用于高空空战。同年又设计了经过改进的“米格—3”型歼击机，使用于卫国战争。在E—266型喷气式飞机的设计上创造过几项世界记录。1953年起为苏联科学院通讯院士。1958年起为苏联航空工业部总设计师。1968年被选为苏联科学院院士。曾多次当选为苏联最高苏维埃代表，六次获得列宁勋章。